# Eichen am Schöpsdamm

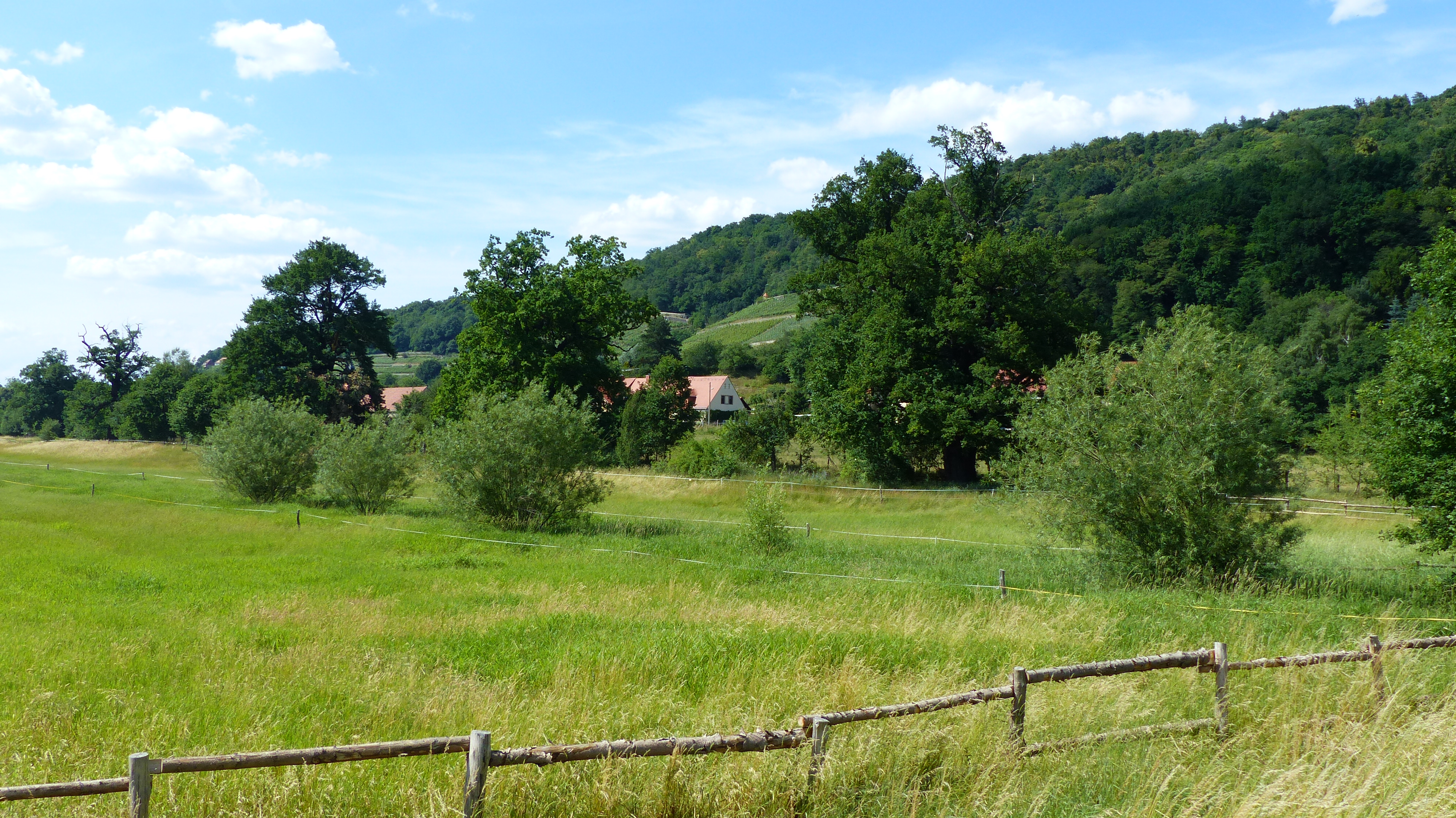
Naturdenkmal Eichen am Schöpsdamm

Die Eichen am Schöpsdamm sind eine als Flächennaturdenkmal (ND 52) ausgewiesene Baumgruppe im Dresdner Stadtteil Pillnitz. Die Stiel-Eichen (Quercus robur) der alten und landschaftsbildprägenden Baumreihe stehen im Wiesenbereich der parallel zur Lohmener Straße verlaufenden Wilhelm-Wolf-Straße sowie am Verbindungsweg von Lohmener Straße bis Bergweg unweit des Graupaer Bachs. Der namensgebende Schöpsdamm diente in früheren Jahrhunderten bei Hochwassergefahr zum Treiben der Schafe (Schöpse) von den Elbwiesen auf höhergelegene Weiden.

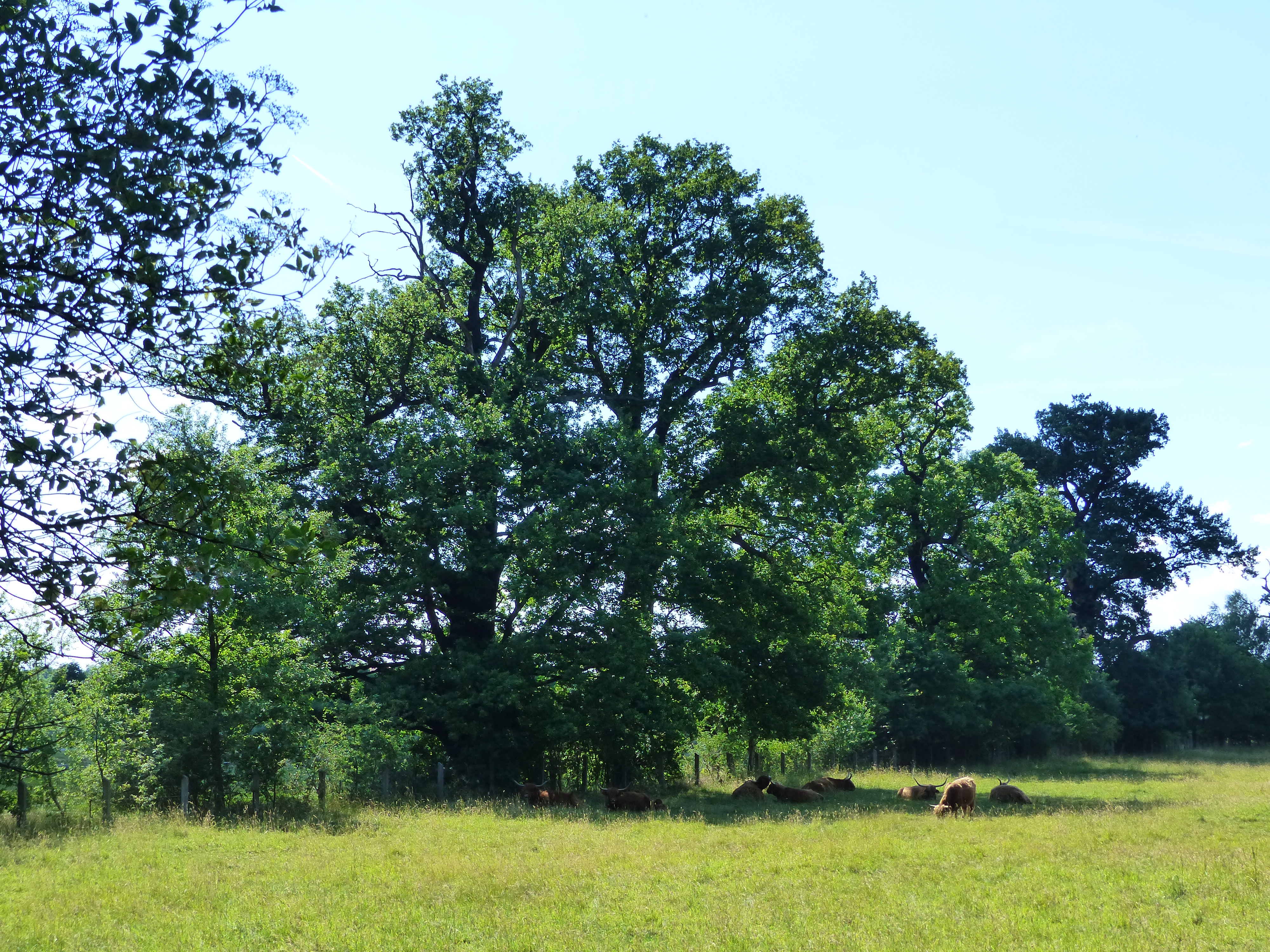
Weide neben den Eichen am Schöpsdamm

Das Flächennaturdenkmal hat eine nach Osten gekippte T-Form, wobei die Länge des Ost-West-Streifens etwa 370 Meter und die des Nord-Süd-Streifens etwa 175 Meter beträgt. Die Breite beträgt etwa 25 Meter beidseits der Straßen. Die Fläche des geschützten Bereichs wird in der Verordnung der Landeshauptstadt Dresden über das Flächennaturdenkmal „Eichen am Schöpsdamm“ vom 9. Mai 1996, bezugnehmend auf den Stand vom 10. Mai 1993, mit 2,2 Hektar angegeben. Während der Umweltatlas der Stadt Dresden in der 5., überarbeiteten Auflagen aus dem Jahr 2008 ebenfalls diese Fläche ausweist, wird sie in der 6., überarbeiteten Auflage von 2014 mit 2,4 Hektar angegeben.
Die Unterschutzstellung der neun damals etwa 350 Jahre alten Eichen erfolgte zum Erhalt dieser im Dresdner Stadtgebiet einzigartigen Baumreihe, einerseits wegen ihrer Eigenart und landschaftstypischen Schönheit, sowie andererseits zur Sicherung der Lebensstätten der an Totholz gebundenen Insekten. Damit bleiben auch diejenigen Bäume unter Schutz, die zwischenzeitlich abgestorben sind. Die mächtigste der Eichen hat eine Höhe von 26 Metern, einen Kronendurchmesser von 23 Metern, sowie einen Stammumfang (Brusthöhe) von 8,4 Metern.